# Polgári Erő Pártja
A Polgári Erő Pártja (koreai: 국민의힘; handzsa: 國民의힘; RR: Gungminuihim; szó szerint: a polgárság ereje vagy hatalma), korábban Egyesült Jövő Pártja (koreai: 미래통합당; handzsa: 未來統合黨: RR: Mirae tonghapdang) egy dél-koreai konzervatív politikai párt.
A párt 2020. február 17-én jött létre a Szabadság Korea Párt, az Új Konzervatív Párt és a Tovább a Jövőért 4.0, valamint több kisebb párt vagy politikai szervezet egyesülésével.
A 2020-as parlamenti választást követően a párt 103 képviselővel a második legnagyobb frakcióval rendelkezik a Kukhöben.